# NGC 6114
NGC 6114 is een spiraalvormig sterrenstelsel in het sterrenbeeld Noorderkroon. Het hemelobject werd op 10 juli 1880 ontdekt door de Franse astronoom Édouard Jean-Marie Stephan.

## Synoniemen
- MCG 6-36-19
- ZWG 196.30
- KUG 1616+352B
- PGC 57784